# Antonio Blakeney
Antonio Davon Blakeney (ur. 4 października 1996 w Watertown) – amerykański koszykarz występujący na pozycji rozgrywającego.
W 2015 wystąpił w dwóch meczach gwiazd amerykańskich szkół średnich – McDonald’s All-American i Jordan Classic. Został też uznany najlepszym zawodnikiem szkół średnich stanu Floryda (Florida Mr. Basketball). W 2014 zajął piąte miejsce w turnieju Nike Global Challenge. Rok później wystąpił w Adidas Nations Counselors.
9 września 2019 został zwolniony przez Chicago Bulls.

## Osiągnięcia
Stan na 10 września 2019, na podstawie, o ile nie zaznaczono inaczej.
NCAA
- Zaliczony do:
  - I składu:
    - najlepszych pierwszorocznych zawodników konferencji Southeastern (SEC – 2015)
    - All-Louisiana (2016)

  - II składu SEC (2016)

Indywidualne
- Debiutant roku G-League (2018)
- Zaliczony do:
  - I składu debiutantów G-League (2018)[4]
  - II składu G-League (2018)[4]
- Lider strzelców G-League (2018)